# Liga dos Campeões da AFC de 2017
A Liga dos Campeões da AFC de 2017 foi a 36ª edição da liga organizada pela Confederação Asiática de Futebol (AFC). Como campeão, o Urawa Red Diamonds irá representar a Ásia na Copa do Mundo de Clubes da FIFA de 2017.

## Equipes classificadas
As seguintes equipes se classificaram para esta edição da competição:

### Ásia Ocidental
| País                                             | Equipe                                           | Classificação                                                                         |                                                  |
| Equipes que entram diretamente na fase de grupos | Equipes que entram diretamente na fase de grupos | Equipes que entram diretamente na fase de grupos                                      | Equipes que entram diretamente na fase de grupos |
| ------------------------------------------------ | ------------------------------------------------ | ------------------------------------------------------------------------------------- | ------------------------------------------------ |
| Emirados Árabes Unidos                           | Al-Ahli                                          | Campeão – Campeonato Emiradense de Futebol de 2015–16                                 |                                                  |
| Emirados Árabes Unidos                           | Al-Jazira                                        | Campeão – UAE President Cup de 2015–16                                                |                                                  |
| Emirados Árabes Unidos                           | Al-Ain                                           | Vice-campeão – Campeonato Emiradense de Futebol de 2015–16                            |                                                  |
| Arábia Saudita                                   | Al-Ahli                                          | Campeão – Campeonato Saudita de Futebol de 2015–16 Campeão – King Cup de 2016         |                                                  |
| Arábia Saudita                                   | Al-Hilal                                         | Vice-campeão – Campeonato Saudita de Futebol de 2015–16                               |                                                  |
| Arábia Saudita                                   | Al-Taawoun                                       | Quarto-lugar – Campeonato Saudita de Futebol de 2015–16[A]                            |                                                  |
| Irão                                             | Esteghlal Khuzestan                              | Campeão – Iran Pro League de 2015–16                                                  |                                                  |
| Irão                                             | Zob Ahan                                         | Campeão – Copa Hazfi de 2015–16                                                       |                                                  |
| Irão                                             | Persepolis                                       | Vice-campeão – Iran Pro League de 2015–16                                             |                                                  |
| Catar                                            | Al-Rayyan                                        | Campeão – Qatar Stars League de 2015–16                                               |                                                  |
| Catar                                            | Lekhwiya                                         | Campeão – Copa do Catar de 2016                                                       |                                                  |
| Uzbequistão                                      | Lokomotiv Tashkent                               | Campeão – Campeonato Uzbeque de Futebol de 2016 Campeão – Copa do Uzbequistão de 2016 |                                                  |
| Equipes que entram na fase de play-off           |                                                  |                                                                                       |                                                  |
| Emirados Árabes Unidos                           | Al-Wahda                                         | Terceiro-lugar – Campeonato Emiradense de Futebol de 2015–16                          |                                                  |
| Arábia Saudita                                   | Al-Fateh                                         | Quinto-lugar – Campeonato Saudita de Futebol de 2015–16                               |                                                  |
| Irão                                             | Esteghlal                                        | Terceiro-lugar – Iran Pro League de 2015–16                                           |                                                  |
| Catar                                            | El-Jaish                                         | Vice-campeão – Qatar Stars League de 2015–16                                          |                                                  |
| Catar                                            | Al-Sadd                                          | Terceiro-lugar – Qatar Stars League de 2015–16                                        |                                                  |
| Uzbequistão                                      | Bunyodkor                                        | Vice-campeão – Campeonato Uzbeque de Futebol de 2016                                  |                                                  |
| Uzbequistão                                      | Nasaf Qarshi                                     | Terceiro-lugar – Campeonato Uzbeque de Futebol de 2016                                |                                                  |
| Jordânia                                         | Al-Wehdat                                        | Campeão – Campeonato Jordano de Futebol de 2015–16                                    |                                                  |
| Índia                                            | Bengaluru                                        | Campeão – I-League de 2015–16                                                         |                                                  |
| Bahrein                                          | Al-Hidd                                          | Campeão – Bahraini Premier League de 2015–16                                          |                                                  |

### Ásia Oriental
| País                                             | Equipe                                           | Classificação                                                                                |                                                  |
| Equipes que entram diretamente na fase de grupos | Equipes que entram diretamente na fase de grupos | Equipes que entram diretamente na fase de grupos                                             | Equipes que entram diretamente na fase de grupos |
| ------------------------------------------------ | ------------------------------------------------ | -------------------------------------------------------------------------------------------- | ------------------------------------------------ |
| Coreia do Sul                                    | FC Seoul                                         | Campeão – K-League Classic de 2016                                                           |                                                  |
| Coreia do Sul                                    | Suwon Samsung Bluewings                          | Campeão – FA Cup Koreana de 2016                                                             |                                                  |
| Coreia do Sul                                    | Jeju United                                      | Terceiro lugar – K-League Classic de 2016[E]                                                 |                                                  |
| Japão                                            | Kashima Antlers                                  | Campeão – J-League de 2016 Campeão – Copa do Imperador de 2016                               |                                                  |
| Japão                                            | Urawa Red Diamonds                               | Vice-campeão – J-League de 2016                                                              |                                                  |
| Japão                                            | Kawasaki Frontale                                | Terceiro lugar – J-League de 2016                                                            |                                                  |
| China                                            | Guangzhou Evergrande                             | Campeão – Super Liga Chinesa de 2016 Campeão – Copa da China de 2016                         |                                                  |
| China                                            | Jiangsu Suning                                   | Vice-campeão – Super Liga Chinesa de 2016                                                    |                                                  |
| Austrália                                        | Adelaide United                                  | Campeão – Temporada regular da A-League de 2015–16 Campeão – Grand final A-League de 2015–16 |                                                  |
| Austrália                                        | Western Sydney Wanderers                         | Vice-campeão – Temporada regular da A-League de 2015–16                                      |                                                  |
| Tailândia                                        | Muangthong United                                | Campeão – Campeonato Tailandês de 2016[B]                                                    |                                                  |
| Hong Kong                                        | Eastern                                          | Campeão – Premier League Hong-konguesa de 2015–16[C]                                         |                                                  |
| Equipes que entram na fase de play-off           |                                                  |                                                                                              |                                                  |
| Coreia do Sul                                    | Ulsan Hyundai                                    | Quarto lugar – K-League Classic de 2016[E]                                                   |                                                  |
| Japão                                            | Gamba Osaka                                      | Quarto lugar – J-League de 2016                                                              |                                                  |
| China                                            | Shanghai SIPG                                    | Terceiro lugar – Super Liga Chinesa de 2016                                                  |                                                  |
| China                                            | Shanghai Shenhua                                 | Quarto lugar – Super Liga Chinesa de 2016                                                    |                                                  |
| Austrália                                        | Brisbane Roar                                    | Terceiro-lugar – Temporada regular da A-League de 2015–16                                    |                                                  |
| Tailândia                                        | Sukhothai                                        | Campeão – Copa da Tailândia de 2016[B]                                                       |                                                  |
| Tailândia                                        | Bangkok United                                   | Vice-campeão – Campeonato Tailandês de 2016[B]                                               |                                                  |
| Hong Kong                                        | Kitchee                                          | Vencedor do Play-off da Premier League Hong-konguesa de 2015–16                              |                                                  |
| Vietname                                         | Hà Nội T&T                                       | Campeão – V-Liga de 2016                                                                     |                                                  |
| Malásia                                          | Johor Darul Ta'zim                               | Campeão – Campeonato Malaio de 2016                                                          |                                                  |
| Myanmar                                          | Yadanarbon                                       | Campeão – Campeonato Birmanês de 2016                                                        |                                                  |
| Filipinas                                        | Global                                           | Campeão – Campeonato Filipino de 2016                                                        |                                                  |
| Singapura                                        | Tampines Rovers                                  | Vice-campeão – S-League de 2016[D]                                                           |                                                  |

Notas
- A. ^  O Al-Ittihad, terceiro colocado no Campeonato Saudita de Futebol de 2015–16, não participou da Liga dos Campeões da AFC devido a problemas com o licenciamento. Como resultado, o Al-Taawoun, quarto colocado, entrou na fase de grupos, enquanto o quinto colocado na liga, Al-Fateh entrou na fase de play-off.[3]

- B. ^  Devido a morte do Rei Bhumibol Adulyadej, a Federação Tailandesa de Futebol cancelou o resto do Campeonato Tailandês de Futebol em 14 de outubro de 2016.[4] A classificação no ponto do cancelamento foi declarada a final, significando que o Muangthong United e o Bangkok United foram declarados campeão e vice-campeão respectivamente. Um sorteio foi realizado entre as quatro equipes restantes para determinar o campeão da Copa da Tailândia de 2016,[5] o qual foi vencido pelo Sukhothai.[6]

- C. ^  O Eastern, campeão da Premier League Hong-konguesa de 2015–16, incialmente desistiu da sua vaga na Liga dos Campeões da AFC devido a problemas financeiros. Desta forma, a Associação de Futebol de Hong Kong decidiu que o Kitchee, o vencedor do play-off da Premier League Hong-konguesa de 2015–16, entraria na fase de grupos ao invés de se classificar a fase de play-off, enquanto o Southern District o vice-campeão do playoff, entraria na fase de playoff da Liga dos Campeões da AFC.[7] Entretanto, a AFC não autorizou que o Kitchee substituísse o Eastern na fase de grupos, e o Kitchee continuará na fase de play-off, enquanto o Southern District não estará apto a disputar a Liga dos Campeões da AFC.[8][9] Em 21 de novembro de 2016, a Associação de Futebol de Hong Kong anunciou que reverteu a sua decisão e que o Eastern e o Kitchee serão os representantes de Hong Kong na competição.[10]

- D. ^  Como o Albirex Niigata Singapura, campeão da S-League de 2016, é um clube satélite do Albirex Niigata, que é uma equipe japonesa, a mesma não é elegível para representar a Singapura em competições da AFC. Desta forma, o vice-campeão, o Tampines Rovers recebeu a vaga na competição.

- E. ^  Em 18 de janeiro de 2017, o Jeonbuk Hyundai Motors, vice-campeão da K-League Classic de 2016 e atual da Liga dos Campeões, foi excluido da edição de 2017 devido ao escândalo de manipulação de resultados. Com isso, o Jeju United, terceiro colocado do campeonato, entrou na fase de grupos ao invés dos play-offs, Já o Ulsan Hyundai, quarto colocado do campeonato, entrou nos play-offs.[11]

## Calendário
O calendário para esta edição da competição é o seguinte, conforme divulgado pela AFC:
| Fase            | Rodada                    | Data do sorteio                                | Partida de ida                       | Partida de volta                     |
| --------------- | ------------------------- | ---------------------------------------------- | ------------------------------------ | ------------------------------------ |
| Fase preliminar | Primeira pré-eliminatória | Sem sorteio                                    | 24 de janeiro de 2017                | 24 de janeiro de 2017                |
| Fase preliminar | Segunda pré-eliminatória  | Sem sorteio                                    | 31 de janeiro de 2017                | 31 de janeiro de 2017                |
| Play-off        | Play-off                  | Sem sorteio                                    | 7–8 de fevereiro de 2017             | 7–8 de fevereiro de 2017             |
| Fase de grupos  | Primeira rodada           | 13 de dezembro de 2016 (Kuala Lumpur, Malásia) | 20–22 de fevereiro de 2017           | 20–22 de fevereiro de 2017           |
| Fase de grupos  | Segunda rodada            | 13 de dezembro de 2016 (Kuala Lumpur, Malásia) | 27 de fevereiro – 1 de março de 2017 | 27 de fevereiro – 1 de março de 2017 |
| Fase de grupos  | Terceira rodada           | 13 de dezembro de 2016 (Kuala Lumpur, Malásia) | 13–15 de março de 2017               | 13–15 de março de 2017               |
| Fase de grupos  | Quarta rodada             | 13 de dezembro de 2016 (Kuala Lumpur, Malásia) | 10–12 de abril de 2017               | 10–12 de abril de 2017               |
| Fase de grupos  | Quinta rodada             | 13 de dezembro de 2016 (Kuala Lumpur, Malásia) | 24–26 de abril de 2017               | 24–26 de abril de 2017               |
| Fase de grupos  | Sexta rodada              | 13 de dezembro de 2016 (Kuala Lumpur, Malásia) | 8–10 de maio de 2017                 | 8–10 de maio de 2017                 |
| Fase final      | Oitavas de final          | 13 de dezembro de 2016 (Kuala Lumpur, Malásia) | 22–24 de maio de 2017                | 29–31 de maio de 2017                |
| Fase final      | Quartas de final          | A definir                                      | 21–23 de agosto de 2017              | 11–13 de setembro de 2017            |
| Fase final      | Semifinais                | A definir                                      | 25–27 de setembro de 2017            | 16–18 de outubro de 2017             |
| Fase final      | Final                     | A definir                                      | 18 de novembro de 2017               | 25 de novembro de 2017               |

## Rodadas de qualificação

### Primeira pré-eliminatória
| Equipe 1      | Resultado     | Equipe 2        |
| Ásia Oriental | Ásia Oriental | Ásia Oriental   |
| ------------- | ------------- | --------------- |
| Global        | 2–0           | Tampines Rovers |

### Segunda pré-eliminatória
| Equipe 1       | Resultado         | Equipe 2           |
| Ásia Ocidental | Ásia Ocidental    | Ásia Ocidental     |
| -------------- | ----------------- | ------------------ |
| Al-Wehdat      | 2–1               | Bengaluru          |
| Nasaf Qarshi   | 4–0               | Al-Hidd            |
| Ásia Oriental  |                   |                    |
| Kitchee        | 3–2 (pro)         | Hà Nội T&T         |
| Bangkok United | 1–1 (pro) (4–5 p) | Johor Darul Ta'zim |
| Sukhothai      | 5–0               | Yadanarbon         |
| Brisbane Roar  | 6–0               | Global             |

### Play-off
| Equipe 1         | Resultado         | Equipe 2           |
| Ásia Ocidental   | Ásia Ocidental    | Ásia Ocidental     |
| ---------------- | ----------------- | ------------------ |
| Al-Wahda         | 3–0               | Al-Wehdat          |
| Al-Fateh         | 1–0               | Nasaf Qarshi       |
| Esteghlal        | 0–0 (pro) (4–3 p) | Al-Sadd            |
| El-Jaish         | 0–0 (pro) (1–3 p) | Bunyodkor          |
| Ásia Oriental    |                   |                    |
| Ulsan Hyundai    | 1–1 (pro) (4–3 p) | Kitchee            |
| Gamba Osaka      | 3–0               | Johor Darul Ta'zim |
| Shanghai SIPG    | 3–0               | Sukhothai          |
| Shanghai Shenhua | 0–2               | Brisbane Roar      |

## Fase de grupos
O sorteio para a fase de grupos foi realizada em 13 de dezembro de 2016 em Kuala Lumpur na Malásia. As 32 equipes foram distribuídas em oito grupos com quatro equipes cada. Equipes da mesma associação não puderam ser sorteadas no mesmo grupo.

### Grupo A
| Pos. | Equipe             | Pts | J | V | E | D | GP | GC | SG |
| ---- | ------------------ | --- | - | - | - | - | -- | -- | -- |
| 1    | Al-Ahli            | 11  | 6 | 3 | 2 | 1 | 10 | 5  | +5 |
| 2    | Esteghlal          | 11  | 6 | 3 | 2 | 1 | 10 | 5  | +5 |
| 3    | Al-Taawoun         | 5   | 6 | 1 | 2 | 3 | 7  | 12 | –5 |
| 4    | Lokomotiv Tashkent | 5   | 6 | 1 | 2 | 3 | 7  | 12 | –5 |

|                    | AHL | LOK | TAA | EST |
| ------------------ | --- | --- | --- | --- |
| Al-Ahli            |     | 4–0 | 0–0 | 2–1 |
| Lokomotiv Tashkent | 2–0 |     | 4–4 | 1–1 |
| Al-Taawoun         | 1–3 | 1–0 |     | 1–2 |
| Esteghlal          | 1–1 | 2–0 | 3–0 |     |

### Grupo B
| Pos. | Equipe              | Pts | J | V | E | D | GP | GC | SG |
| ---- | ------------------- | --- | - | - | - | - | -- | -- | -- |
| 1    | Lekhwiya            | 14  | 6 | 4 | 2 | 0 | 15 | 6  | +9 |
| 2    | Esteghlal Khuzestan | 9   | 6 | 2 | 3 | 1 | 6  | 5  | +1 |
| 3    | Al-Fateh            | 6   | 6 | 1 | 3 | 2 | 7  | 9  | –2 |
| 4    | Al-Jazira           | 2   | 6 | 0 | 2 | 4 | 3  | 11 | –8 |

|                     | EST | JAZ | LEK | FAT |
| ------------------- | --- | --- | --- | --- |
| Esteghlal Khuzestan |     | 1–1 | 1–1 | 1–0 |
| Al-Jazira           | 0–1 |     | 1–3 | 0–0 |
| Lekhwiya            | 2–1 | 3–0 |     | 4–1 |
| Al-Fateh            | 1–1 | 3–1 | 2–2 |     |

### Grupo C
| Pos. | Equipe    | Pts | J | V | E | D | GP | GC | SG |
| ---- | --------- | --- | - | - | - | - | -- | -- | -- |
| 1    | Al-Ain    | 12  | 6 | 3 | 3 | 0 | 14 | 7  | +7 |
| 2    | Al-Ahli   | 11  | 6 | 3 | 2 | 1 | 10 | 7  | +3 |
| 3    | Zob Ahan  | 7   | 6 | 2 | 1 | 3 | 6  | 9  | –3 |
| 4    | Bunyodkor | 3   | 6 | 1 | 0 | 5 | 5  | 12 | –7 |

|           | AHL | ZOB | AIN | BUN |
| --------- | --- | --- | --- | --- |
| Al-Ahli   |     | 2–0 | 2–2 | 2–0 |
| Zob Ahan  | 1–2 |     | 0–3 | 2–1 |
| Al-Ain    | 2–2 | 1–1 |     | 3–0 |
| Bunyodkor | 2–0 | 0–2 | 2–3 |     |

### Grupo D
| Pos. | Equipe     | Pts | J | V | E | D | GP | GC | SG |
| ---- | ---------- | --- | - | - | - | - | -- | -- | -- |
| 1    | Al-Hilal   | 12  | 6 | 3 | 3 | 0 | 10 | 7  | +3 |
| 2    | Persepolis | 9   | 6 | 2 | 3 | 1 | 9  | 8  | +1 |
| 3    | Al-Rayyan  | 7   | 6 | 2 | 1 | 3 | 10 | 13 | –3 |
| 4    | Al-Wahda   | 4   | 6 | 1 | 1 | 4 | 12 | 13 | –1 |

|            | RAY | HIL | PER | WAL |
| ---------- | --- | --- | --- | --- |
| Al-Rayyan  |     | 3–4 | 3–1 | 2–1 |
| Al-Hilal   | 2–1 |     | 0–0 | 1–0 |
| Persepolis | 0–0 | 1–1 |     | 4–2 |
| Al-Wahda   | 5–1 | 2–2 | 2–3 |     |

### Grupo E
| Pos. | Equipe            | Pts | J | V | E | D | GP | GC | SG  |
| ---- | ----------------- | --- | - | - | - | - | -- | -- | --- |
| 1    | Kashima Antlers   | 12  | 6 | 4 | 0 | 2 | 13 | 5  | +8  |
| 2    | Muangthong United | 11  | 6 | 3 | 2 | 1 | 7  | 3  | +4  |
| 3    | Ulsan Hyundai     | 7   | 6 | 2 | 1 | 3 | 9  | 9  | 0   |
| 4    | Brisbane Roar     | 4   | 6 | 1 | 1 | 4 | 4  | 16 | –12 |

|                   | KSA | MUA | ULS | BRI |
| ----------------- | --- | --- | --- | --- |
| Kashima Antlers   |     | 2–1 | 2–0 | 3–0 |
| Muangthong United | 2–1 |     | 1–0 | 3–0 |
| Ulsan Hyundai     | 0–4 | 0–0 |     | 6–0 |
| Brisbane Roar     | 2–1 | 0–0 | 2–3 |     |

### Grupo F
| Pos. | Equipe                   | Pts | J | V | E | D | GP | GC | SG  |
| ---- | ------------------------ | --- | - | - | - | - | -- | -- | --- |
| 1    | Urawa Red Diamonds       | 12  | 6 | 4 | 0 | 2 | 18 | 7  | +11 |
| 2    | Shanghai SIPG            | 12  | 6 | 4 | 0 | 2 | 15 | 9  | +6  |
| 3    | FC Seoul                 | 6   | 6 | 2 | 0 | 4 | 10 | 15 | –5  |
| 4    | Western Sydney Wanderers | 6   | 6 | 2 | 0 | 4 | 10 | 22 | –12 |

|                          | SEO | URA | WSW | SIPG |
| ------------------------ | --- | --- | --- | ---- |
| FC Seoul                 |     | 1–0 | 2–3 | 0–1  |
| Urawa Red Diamonds       | 5–2 |     | 6–1 | 1–0  |
| Western Sydney Wanderers | 2–3 | 0–4 |     | 3–2  |
| Shanghai SIPG            | 4–2 | 3–2 | 5–1 |      |

### Grupo G
| Pos. | Equipe                  | Pts | J | V | E | D | GP | GC | SG  |
| ---- | ----------------------- | --- | - | - | - | - | -- | -- | --- |
| 1    | Guangzhou Evergrande    | 10  | 6 | 2 | 4 | 0 | 18 | 5  | +13 |
| 2    | Kawasaki Frontale       | 10  | 6 | 2 | 4 | 0 | 8  | 3  | +5  |
| 3    | Suwon Samsung Bluewings | 8   | 6 | 2 | 3 | 1 | 11 | 6  | +5  |
| 4    | Eastern                 | 1   | 6 | 0 | 1 | 5 | 1  | 24 | –23 |

|                         | GZE | SSB | KAW | EAS |
| ----------------------- | --- | --- | --- | --- |
| Guangzhou Evergrande    |     | 2–2 | 1–1 | 7–0 |
| Suwon Samsung Bluewings | 2–2 |     | 0–1 | 5–0 |
| Kawasaki Frontale       | 0–0 | 1–1 |     | 4–0 |
| Eastern                 | 0–6 | 0–1 | 1–1 |     |

### Grupo H
| Pos. | Equipe          | Pts | J | V | E | D | GP | GC | SG |
| ---- | --------------- | --- | - | - | - | - | -- | -- | -- |
| 1    | Jiangsu Suning  | 15  | 6 | 5 | 0 | 1 | 9  | 3  | +4 |
| 2    | Jeju United     | 10  | 6 | 3 | 1 | 2 | 12 | 9  | +3 |
| 3    | Adelaide United | 5   | 6 | 1 | 2 | 3 | 10 | 13 | –3 |
| 4    | Gamba Osaka     | 4   | 6 | 1 | 1 | 4 | 7  | 13 | –6 |

|                 | ADE | JIA | JEJ | OSA |
| --------------- | --- | --- | --- | --- |
| Adelaide United |     | 0–1 | 3–3 | 0–3 |
| Jiangsu Suning  | 2–1 |     | 1–2 | 3–0 |
| Jeju United     | 1–3 | 0–1 |     | 2–0 |
| Gamba Osaka     | 3–3 | 0–1 | 1–4 |     |

## Fase final

### Oitavas de final
| Equipe 1             | Total          | Equipe 2           | 1.º jogo       | 2.º jogo       |
| Ásia Ocidental       | Ásia Ocidental | Ásia Ocidental     | Ásia Ocidental | Ásia Ocidental |
| -------------------- | -------------- | ------------------ | -------------- | -------------- |
| Esteghlal            | 2–6            | Al-Ain             | 1–0            | 1–6            |
| Al-Ahli              | 4–2            | Al-Ahli            | 1–1            | 3–1            |
| Esteghlal Khuzestan  | 2–4            | Al-Hilal           | 1–2            | 1–2            |
| Persepolis           | 1–0            | Lekhwiya           | 0–0            | 1–0            |
| Ásia Oriental        |                |                    |                |                |
| Muangthong United    | 2–7            | Kawasaki Frontale  | 1–3            | 1–4            |
| Guangzhou Evergrande | 2–2 (gf)       | Kashima Antlers    | 1–0            | 1–2            |
| Shanghai SIPG        | 5–3            | Jiangsu Suning     | 2–1            | 3–2            |
| Jeju United          | 2–3            | Urawa Red Diamonds | 2–0            | 0–3 (pro)      |

### Quartas de final
O sorteio para esta fase foi realizado em 6 de junho de 2017. Nas quartas de final, as quatro equipes da Ásia Ocidental e Ásia Oriental foram sorteadas entre si.
| Equipe 1          | Total          | Equipe 2             | 1.º jogo       | 2.º jogo       |
| Ásia Ocidental    | Ásia Ocidental | Ásia Ocidental       | Ásia Ocidental | Ásia Ocidental |
| ----------------- | -------------- | -------------------- | -------------- | -------------- |
| Al-Ain            | 0–3            | Al-Hilal             | 0–0            | 0–3            |
| Persepolis        | 5–3            | Al-Ahli              | 2–2            | 3–1            |
| Ásia Oriental     |                |                      |                |                |
| Shanghai SIPG     | 5–5 (5–4 p)    | Guangzhou Evergrande | 4–0            | 1–5            |
| Kawasaki Frontale | 4–5            | Urawa Red Diamonds   | 3–1            | 1–4            |

### Semifinais
Nas semifinais, os dois vencedores das quartas de final da Ásia Ocidental e da Ásia Oriental jogaram um contra o outro. A ordem das partidas foi definida no sorteio que foi realizado para as quartas de final.
| Equipe 1       | Total          | Equipe 2           | 1.º jogo       | 2.º jogo       |
| Ásia Ocidental | Ásia Ocidental | Ásia Ocidental     | Ásia Ocidental | Ásia Ocidental |
| -------------- | -------------- | ------------------ | -------------- | -------------- |
| Al-Hilal       | 6−2            | Persepolis         | 4−0            | 2−2            |
| Ásia Oriental  |                |                    |                |                |
| Shanghai SIPG  | 1−2            | Urawa Red Diamonds | 1−1            | 0−1            |

### Final
Na final, os dois vencedores das semifinais disputaram o título um contra o outro, com a ordem das partidas revertidas em relação a edição de 2016, com o time da Ásia Ocidental sediando a partida de ida e o time da Ásia Oriental sediando a partida de volta.
| Equipe 1 | Total | Equipe 2           | 1.º jogo | 2.º jogo |
| -------- | ----- | ------------------ | -------- | -------- |
| Al-Hilal | 1–2   | Urawa Red Diamonds | 1–1      | 0–1      |

## Premiação
| Liga dos Campeões da AFC de 2017       |
| Japão                                  |
| -------------------------------------- |
| Urawa Red Diamonds Campeão (2º título) |

### Individuais
| Melhor jogador                             | Artilheiro                   | Fair play          |
| ------------------------------------------ | ---------------------------- | ------------------ |
| JPN Yōsuke Kashiwagi ( Urawa Red Diamonds) | SYR Omar Kharbin ( Al-Hilal) | Urawa Red Diamonds |